# ロードシス
ロードシス（lordosis）はネズミやネコなどの哺乳類の雌の発情期における反射。触覚的刺激に対して、脊柱を背屈させる動作。
なお英語で単に「lordosis」と言った場合、脊柱前彎症を指す。
雌のハツカネズミでは発情期にエストロゲンの一種であるホルモン エストラジオールが視床下部腹内側核、中脳水道周囲灰白質他の神経細胞に作用する。臀部への刺激が腹内側視床下部を含む脳のいくつかの部分の活動の引き金となり、中脳水道周囲灰白質に繋がる軸索に信号を送る。これが脊髄網状体路と脊髄の（L1-L6）求心性ニューロンに伝わり、これが脊柱に付く筋肉を収縮させてロードシスの姿勢を作る。この求心性ニューロンが反射弓の一部であるため、これを反射とみることができる。